# Антон Лумперт
Антон Лумперт (13. новембар 1757 — Беч, 10 априла 1837) био је државни службеник Аустријског царства, локални политичар и градоначелник Беча.

## Одрастање и рана каријера
Лумперт је био син трговца који је свог сина наменио за свештенство. Антонов ујак био је уметник Антон Фалгер (1791–1876). После завршене средње школе у Инзбруку, од 1780. започео је студије права на Универзитету у Бечу. По завршетку студија придружио се Бечком градском већу 1783. године, где је добио позицију регистратора (1786. године). Године 1789. постао је правни чиновник у кривичном судству, потом је 1791. године постао секретар и коначно 1795. кривични саветник.

## Градоначелник Беча
Од 1814. Антон Лумперт је вице-градоначелник Беча, а од децембра 1823. градоначелник. Те године је такође именован у Царски савет. Током свог мандата као градоначелник, био је изузетно покровитељски настројен према градским чиновницима и није био довољно вешт са административним темама, што је довело до неправилности у овој области и поремећеног односа између власти и становништва. Када је током Лумпертовог мандата 1830. године довео до једне од највећих поплава на Дунаву, а 1831/32. до епидемије колере у Бечу, критике на његов рачун постајале су све гласније. 1831. године почео је да гради десни сабирни канал на Бечкој реци, а затим 1834. и леви сабирни канал, пошто је постало очигледно да епидемија потиче из предграђа Беча. На крају је цару Фердинанду Првом било доста Лумпертове лоше администрације и натерао га је да се повуче у септембру 1834. године.

## Смрт и постхумне почасти
Након смрти 1837. године, Лумперт је сахрањен у гробљу Санкт Маркс.
Лумпертгасе у Видену (данашњи четврти бечки округ), је названа по њему, али је 1862. преименована у Кетенбрикенгасе. На кући у Клајне Шперлгасе број 10 у Леополдштату (други бечки округ) налази се спомен плоча Антону Лумперту.